# Otters Wick (Shetland)

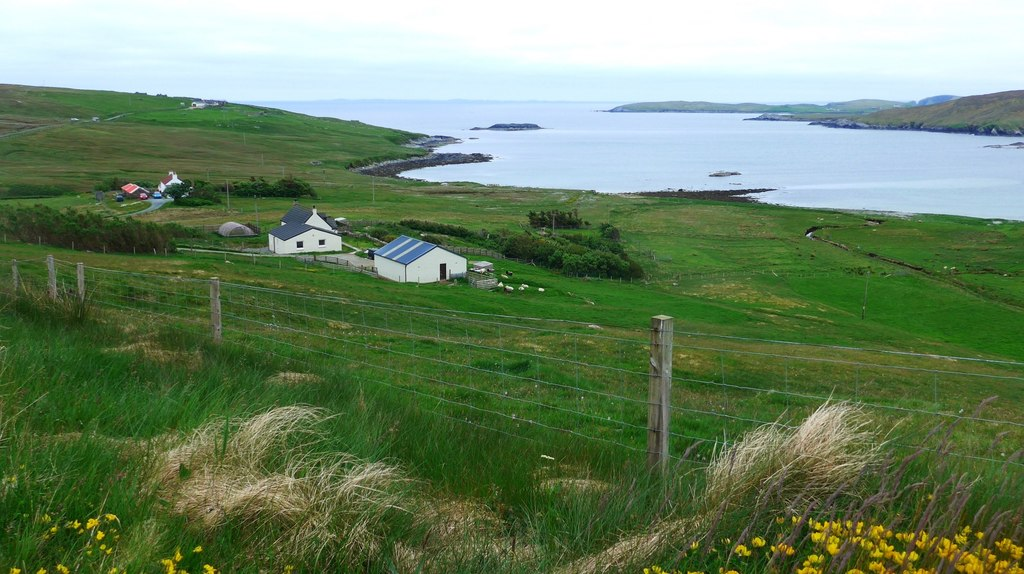
Häuser an der Bucht

Der Otters Wick ist eine Bucht im Norden der zu Schottland zählenden Shetlands.

## Geographie
Der Otters Wick liegt an der östlichen Küste der Insel Yell, wo er sich zum südlichen Teil des Colgrave Sounds öffnet. Im Nordosten wird er durch den Ness of Queyon begrenzt. An seinem westlichen Ende liegt die Ortschaft Otterswick.

## Historisches
Im Rahmen der historischen Gliederung Schottlands in Civil Parishes zählt der Otters Wick zu Yell.